# Talsperre Punta Negra
Die Talsperre Punta Negra (spanisch Represa Punta Negra bzw. Dique Punta Negra) ist eine Talsperre mit Wasserkraftwerk in der Provinz San Juan, Argentinien. Sie staut den Río San Juan zu einem Stausee (span. Embalse Punta Negra) auf. Die Talsperre Los Caracoles befindet sich rund 15 km flussaufwärts. Die Provinzhauptstadt San Juan liegt ca. 30 km östlich der Talsperre Punta Negra.
Die Talsperre dient in erster Linie der Stromerzeugung sowie zusätzlich der Bewässerung. Mit dem Bau der Talsperre wurde im Dezember 2009 begonnen. Sie ist im Besitz von Energia Provincial Sociedad del Estado (EPSE) und wird auch von EPSE betrieben.

## Absperrbauwerk
Das Absperrbauwerk ist ein CFR-Damm mit einer Höhe von 97 (bzw. 105) m über dem Flussbett (maximale Höhe 115 bzw. 118 m). Die Dammkrone liegt auf einer Höhe von 958 m über dem Meeresspiegel. Die Länge der Dammkrone beträgt 749 m. Das Volumen des Absperrbauwerks liegt bei 8,7 Mio. m³. Der Staudamm verfügt über eine Hochwasserentlastung, über die maximal 3500 m³/s abgeleitet werden können.

## Stausee
Bei Vollstau erstreckt sich der Stausee über eine Fläche von rund 12,5 km² und fasst 500 Mio. m³ Wasser. Mit dem Einstau wurde am 29. August 2015 begonnen.

## Kraftwerk
Das Maschinenhaus des Kraftwerks befindet sich am Fuß der Talsperre auf der linken Seite. Die installierte Leistung beträgt insgesamt 63 (bzw. 65) MW. Die durchschnittliche Jahreserzeugung wird mit 300 (bzw. 360 oder 380) Mio. kWh angegeben. Das Kraftwerk ging im Juli 2016 in Betrieb.
Die zwei Francis-Turbinen leisten jede maximal 31,64 (bzw. 32,5) MW und die Generatoren 42 MVA. Die Fallhöhe liegt bei 80 (bzw. 85 oder 86) m. Der maximale Durchfluss beträgt 80 (bzw. 85) m³/s für die beiden Turbinen.

## Sonstiges
Die Kosten für das Projekt werden mit 410 (bzw. 550) Mio. USD angegeben.